# Агаракський мідно-молібденовий комбінат
Аґаракський мідно-молібденовий комбінат, ЗАТ — підприємство з видобутку і збагачення мідно-молібденових руд у Вірменії. Побудований (1949—1963) на базі відкритого в 1853 мідно-молібденового Аґаракського родовища. Включає кар'єр і збагачувальну фабрику.
У травні 2004 р. американська компанія Comsup Commodities придбала 100 % акцій ЗАТ «Аґаракський мідно-молібденовий комбінат» за 600 тис. дол. Відповідно до договору покупець зобов'язався протягом двох років з моменту приватизації інвестувати в підприємство 3.5 млн дол. Кошти повинні бути направлені на технологічну модернізацію і збільшення обсягів видобутку руди. За перше півріччя 2004 р. виробив продукції на 3.983 млрд драмів (+11,9 % до минулого року). Експорт за цей період збільшився на 8,5 % і склав 1,771 млрд драмів.